# Chiesa di San Martino di Ducentola
La chiesa di San Martino di Ducentola è un edificio sacro che si trova a Marlia, nel comune di Capannori.

## Descrizione
La chiesa, a navata unica con abside, è menzionata come già esistente nell'893, ma è di costruzione più antica: infatti il paramento dei fianchi e della parte inferiore della facciata rivela la tipica struttura muraria a ciottoli di fiume, messi in opera a lisca di pesce, che ne fa risalire la datazione all'VIII secolo.
L'edificio fu poi rialzato e l'abside sostituita da una nuova struttura a bozze squadrate di arenaria di medie dimensioni; l'archivolto della monofora centrale, l'unica originale, segnato da tre sottili incisioni falcate che trovano precise rispondenze in altri edifici medievali della Media Valle del Serchio, consente di datare questa parte dell'edificio agli inizi dell'XI secolo.
Nella lunetta murale posta sopra la porta di ingresso, è dipinto (da pittore sconosciuto) San Martino e il povero. All'interno merita particolare attenzione un dipinto del 1786 raffigurante l'elemosina di San Martino tra San Paolo e San Giovanni.